# Мауи (округ)
Мау́и (англ. Maui) — округ в штате Гавайи, США. Административный центр — Ваилуку. Включает в себя территорию островов: Мауи, Ланаи, Молокаи (за исключением той части острова, которая входит в округ Калавао), Кахоолаве и Молокини.

## Статистически обособленные местности
В состав округа входят:
- остров Ланаи: Ланаи-Сити.
- остров Мауи: Хаику-Паувела, Халиимаиле, Хана, Каанапали[англ.], Кахулуи, Капалуа[англ.], Кихеи, Лахайна, Маалаеа, Макавао, Макена, Напили-Хоноковаи, Паиа, Пукалани, Ваихее-Ваиеху, Ваикапу, Ваилеа, Ваилуку.
- остров Молокаи: Каунакакаи, Куалапуу, Мауналоа.